# Christian von der Goltz
Christian Graf von der Goltz (* 26. April 1959 in Bremen) ist ein deutscher Jazzmusiker (Piano, Orgel, Komposition, Arrangement).

## Leben und Wirken
Goltz wuchs in einer musikalischen Familie auf; seine Eltern sind der Geiger Conrad von der Goltz und die norwegische Pianistin
Kirsti Hjort; seine jüngeren Geschwister sind der klassische Geiger Gottfried von der Goltz und die Cellistin Kristin von der Goltz. Mit fünf Jahren erhielt er klassischen Klavierunterricht in Würzburg bei Lotte Kliebert, später in Oslo bei Liv
Heiberg. Mit 14 Jahren entdeckte er den Jazz und widmete sich autodidaktisch dem Jazzpiano. 1978 spielte er in ersten Bands in Würzburg,
unter anderem im Duo und Trio mit Rudi Engel. 1980 zog er nach Berlin, um dort Malerei an der Hochschule der Künste bei Marwan zu studieren. 
Nach Privatunterricht bei Walter Norris kam es zu Sessions und Bands mit u. a. Walter Gauchel, Grégoire Peters, Ulli Bartel, Michael Clifton, Kosta Lukács und Ugonna Okegwo. 1994 gründete er ein Trio mit Michael Griener und Stefan Weeke, das 1997 sein Debütalbum Sophie Said bei Mons Records veröffentlichte. Weiterhin begleitet er die Sängerinnen Dotschy Reinhardt und Miriam Netti. Zu seinem CvdG Projekt gehören der Trompeter Martin Klingeberg, der Saxophonist Henrik Walsdorff, der Bassklarinettist Rudi Mahall, der Bassist Jan Roder und der Schlagzeuger Kay Lübke. Mit Rolf Kühn präsentierte er im Duo die Crossover-Produktion Bach Goes to Town im Birdland Neuburg. Er ist auch auf Alben mit David Rose, Emanuele Cisi und Vladimir Karparov zu hören. 
Zwischen 1995 und 2018 wirkte Goltz als Lehrbeauftragter für Klavier an der Hochschule für Musik Franz Liszt Weimar, ab 2011 als Dozent für Jazzklavier.

## Diskographische Hinweise
- Rudi Mahall / Christian von der Goltz / Gerold Genßler / John Schröder Shit (Two Nineteen, 1999)
- Dreaming (yvp music, 2001, mit Ed Schuller, Eliot Zigmund)
- Complicated Stories (Konnex Records 2005, mit Paul Imm, Heinrich Köbberling)
- CvdG Projekt Paradise (Trouble in the East 2016)